# 加总问题
加总问题（Aggregation problem）是经济学上找到一种有效方法来处理经验或理论上加总的难题 。经济学中的加总（aggregate）是一种汇总度量，从个体经济行为推导出可预见的总体经济行为，如总需求、总供给，食物是对苹果的加总、价格水平和实际GDP是对苹果的价格和数量的加总、货币供应量是对纸币数量的加总、一般失业率是对土木工程师失业率的加总。
经济学往往使用简单的假设来推导出普遍的、普遍接受的结果，例如需求定律来解释市场行为。一个例子是复合商品的抽象。它认为一种商品的价格与复合商品（即所有其他商品）成比例变化。加总问题强调，这种加总存在一定限制，要素投入（“劳动力”和“资本”）、实际“产出”和“投资”等集合概念没有严格的分析基础。富兰克林·费舍尔（Franklin M. Fisher）指出，加总问题没有阻止宏观经济学家继续使用这些加总概念。